# 100 (30 Rock)
O centésimo episódio da série de televisão de comédia de situação norte-americana 30 Rock foi transmitido pela primeira vez nos Estados Unidos como um episódio duplo na noite de 21 de Abril de 2011 através da rede de televisão National Broadcasting Company (NBC), cobrindo os 20.° e 21.° episódios da quinta temporada de 30 Rock, e ainda os 100.° e 101.° da série em geral. O seu enredo foi redigido pelo co-produtor executivo Jack Burditt, pelo produtor executivo e showrunner Robert Carlock, e por Tina Fey, que além de ter criado 30 Rock, assumia ainda as funções de produtora executiva, argumentista-chefe e estrelava como a atriz principal. A realização do episódio ficou sob responsabilidade de Don Scardino, que assumia também a função de produtor na temporada. Dentre os artistas convidados para "100", estão inclusos Michael Keaton, Dean Winters, Ken Howard, Cheyenne Jackson, Rachel Dratch, Will Forte, Chris Parnell, Subhas Ramsaywack e Eric Dysart. Houve ainda estrelas convidadas que desempenharam versões fictícias de si próprios, tais como Tom Hanks, Brian Williams, Matt Lauer, Regis Philbin, Kelly Ripa e Rachel Ray.
O enredo do episódio revolve em torno do centésimo episódio do TGS with Tracy Jordan, que está em risco de cancelamento devido às baixas audiências. Então, o centésimo episódio será produzido sob intenção de impedir o cancelamento, com o regresso de Tracy Jordan (Tracy Morgan) marcando uma oportunidade crucial. Porém, uma fuga de gás no edifício da NBC cria cenários bizarros e alucinatórios nos trabalhadores; o executivo Jack Donaghy (Alec Baldwin) confrontar várias facetas da sua personalidade através de visões, enquanto Liz Lemon (Tina Fey) reconsidera reconciliar-se com o seu ex-namorado Dennis Duffy (Winters). Em outros lugares, Jenna Maroney (Jane Krakowski) lida com uma gravidez histérica após o estagiário Kenneth Parcell (Jack McBrayer) recordar-lhe de uma promessa que ela fez há cinco anos.
Muita antecipação foi criada em torno do episódio, com o elenco e equipa tecendo vários comentários a periódicos e participando de programa de televisão como Conan para promovê-lo. "100" está repleto de homenagens e analepses que celebram a evolução de 30 Rock, oferecendo aos fãs vislumbres nostálgicos do passado, inclusive elementos do episódio piloto. O clímax do episódio é uma cena no telhado, onde Tracy tenta destruir a sua imagem respeitada de estrela de cinema para justificar o regresso ao TGS, fazendo um paralelo com as reflexões de Alec Baldwin sobre as contrapartidas do trabalho na televisão. De acordo com os dados publicados pelo sistema de mediação de audiências Nielsen Ratings, ao longo da sua transmissão original norte-americana, "100" foi assistido por uma média de 4 milhões e 600 mil agregados familiares, e foi-lhe atribuída a classificação de 2,2 e seis de share entre os telespectadores pertencentes ao perfil demográfico dos 18 aos 49 anos de idade.
Em geral, "100" foi recebido com sentimentos mistos pela crítica especialista em televisão do horário nobre, que expressou uma sensação de nostalgia tingida de desilusão, reconhecendo o potencial cómico de 30 Rock, mas sentindo que o episódio não o conseguiu capitalizar totalmente, preferindo concentrar-se no presente do seriado em vez do seu passado. Mesmo assim, os críticos apreciaram as chamadas nostálgicas e as aplaudiram as aparições de convidados como Hanks e Keaton, porém apontaram também uma falta de ritmo e coerência. Eles observaram que a mistura de material novo e de elementos tradicionais de um clip show foi feita ao acaso, especialmente quando comparada com a abordagem mais inventiva de um episódio de Community transmitido na mesma noite. Enquanto o humor seja realçado na dinâmica de Jack e Liz, a caraterização de Jenna e Tracy foi descrita como limitada, fazendo com que as suas histórias pareçam inconsequentes. Na 63.ª cerimónia anual dos Prémios Emmy de Arte Criativa, Meg Reticker e Jeff Richmond receberam nomeações individuais pelos seus respetivos trabalhos na edição e direção musical do episódio.

## Produção e desenvolvimento
"100" compreende os 20.° e 21.° episódios da quinta temporada de 30 Rock. Foi realizado por Don Scardino e teve o seu enredo redigido por Jack Burditt, Robert Carlock e Tina Fey. Para Scardino, esta foi a sua 35.ª vez a trabalhar na realização de um episódio da série, estendendo o seu recorde do realizador com a maior quantidade de episódios de 30 Rock realizados. Para Burditt, que assumia também a função de co-produtor executivo da temporada, foi o seu 15.° e 16.° guião escrito para o seriado, enquanto para Carlock, produtor executivo e showrunner da série, foi o seu 19.°. Já para Fey, que além de ter criado 30 Rock, assumia ainda as funções de produtora executiva, argumentista-chefe e estrelava como a atriz principal, este foi o 25.° guião escrito por si para o seriado. O episódio reflecte sobre o legado cómico de 30 Rock, com homenagens e analepses aos primeiros episódios da série, como o momento no qual Tracy proclama ser um Jedi no episódio piloto e uma reviravolta recentemente revelada que mostra que Jack planeou inicialmente despedir Liz ao invés de Pete Hornberger, que acabou por se sacrificar para salvar o emprego dela.
Os comediantes Will Forte e Chris Parnell, ex-integrantes do elenco do programa de televisão humorístico Saturday Night Live (SNL), participaram de "100". Para o primeiro, esta foi a sua sexta participação como Paul L'astnamé, namorado transformista de Jenna; ele também fez uma participação na primeira temporada num papel diferente. Para Parnell, foi a sua 18.ª participação como o Dr. Leo Spaceman. O SNL, programa no qual Fey foi argumentista-chefe entre 1999 e 2006, tem muitas conexões com 30 Rock. 30 Rock é muitas vezes visto como um reflexo cómico do SNL, e Liz Lemon como uma versão ficcionada de Fey, encarnando as dificuldades de liderar um programa cómico num ambiente dominado por homens, tal como o seu papel na vida real no SNL. Vários outros ex-alunos do SNL já desempenharam papéis importantes ou fizeram participações especiais em 30 Rock, tais como Fred Armisen, Jimmy Fallon, Siobhan Fallon Hogan, Will Ferrell, Will Forte, Gilbert Gottfried, Bill Hader, Jan Hooks, Julia Louis-Dreyfus, Tim Meadows, Bobby Moynihan, Amy Poehler, Rob Riggle, Horatio Sanz, Molly Shannon, Jason Sudeikis, e Kristen Wiig. Tanto Tracy Morgan como Fey já integraram o elenco do SNL, com Fey tendo sido ainda a primeira apresentadora feminina do segmento Weekend Update. Além disso, membros da equipa de 30 Rock já trabalharam no SNL, como: John Lutz, argumentista entre 2003 a 2010; Beth McCarthy-Miller, realizadora entre 1995 e 2006; e Steve Higgins, argumentista e produtor de 1995 a 2009. Alec Baldwin, apesar de nunca ter integrado o elenco do SNL, detém o recorde de ser o anfitrião do programa por mais vezes, com dezassete vezes.
Rachel Dratch também fez uma participação em "100". Também uma antiga integrante do elenco do SNL, a atriz foi originalmente escolhida para interpretar Jenna DeCarlo em 30 Rock. No entanto, depois de a NBC ter dado luz verde à série, decidiu fazer alterações no seu tom e personagens. Como consequência, Dratch foi substituída por Jane Krakowski, que trouxe uma personalidade mais teatral e polida ao papel. Apesar do nome ser alterado para Jenna Maroney, a personagem manteve o comportamento egocêntrico e exagerado, mas com um estilo e um tom diferentes que se encaixam melhor na visão da NBC. Apesar disto, Dratch permaneceu como parte da série, aparecendo em vários episódios numa variedade de papéis, incluindo a cuidadora de gatos Greta Johanssen e uma alienígena azul em "100". Mesmo assim, Dratch demonstrou infelicidade com esta alteração e pela redução do número de episódios nos quais iria aparecer. Além disso, ficou céptica acerca das razões dadas para a mudança. Uma das esquetes do TGS mostradas no final de "100" inclui uma personagem chamada Dr. Steven Poop, uma personagem interpretada por Tim Meadows numa esquete do SNL que também contou com Chris Parnell e Dratch.

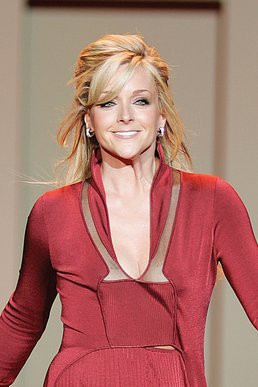
Jane Krakowski estava grávida no momento das filmagens do episódio. A sua gravidez foi incorporada no enredo do episódio.

Michael Keaton também fez uma participação neste episódio como Tom, o zelador do TGS que lida com uma fuga de gás que provoca alucinações. No filme Batman (1989), o ator desempenhou a personagem título e tinha de proteger as pessoas dos ataques de gás venenoso do Joker, interpretado por Jack Nicholson. Para Keaton, esta participação em 30 Rock foi um retorno à televisão e à comédia, com a sua aparição anterior em algum programa de televisão sendo na minissérie The Company em 2007. Keaton já havia contracenado com Alec Baldwin, ator principal e produtor de 30 Rock, em Beetlejuice (1988). Segundo Scardino, Keaton chegou ao estúdio de 30 Rock "com um milhão de ideias, mas estava preocupado em ser demasiado abrangente nas suas escolhas." Depois da transmissão do episódio pela NBC, Keaton deixou uma mensagem de voz na caixa de Scardino na qual perguntou "Demasiado grande?" Scardino atribuiu a capacidade de fazer algo como trazer Keaton de volta à televisão ao facto de 30 Rock ter uma boa reputação, ser filmado na Cidade de Nova Iorque e ter uma escrita inteligente, afirmando que "os atores sabiam que estariam bem servidos." Subhas Ramsaywack, um verdadeiro zelador dos Estúdios Silvercup, onde 30 Rock era gravada, também participou do episódio como o zelador Subhas, sua oitava participação.
A fuga de gás no episódio é também a causa de várias situações, como a tentativa de Dennis Duffy de reacender o seu romance com a sua ex-namorada Liz, marcando a décima participação de Dean Winters na série, e a gravidez histérica de Jenna, cuja intérprete Jane Krakowski estava realmente grávida no momento das filmagens do episódio. Esta foi a única vez em que a gravidez da atriz foi escrita num enredo, permitindo à equipa não ter de esconder a sua barriga, através do artifício da sua personagem ter uma gravidez histérica. Krakowski deu parto uma semana antes da transmissão de "100". Além disso, Jack "Danny" Baker, desempenhado por Cheyenne Jackson, é levado a acreditar ser Josh Girard, antigo membro do elenco do TGS interpretado por Lonny Ross. Esta foi a nona participação de Jackson na série, que foi introduzido na quarta temporada como o novo membro do elenco do TGS mas, apesar de ter expressado vontade gravar mais episódios, as suas participações foram sendo reduzidas com o passar do tempo. "Sempre esperei pela chamada, porque aquele programa mudou mesmo tudo para mim. As pessoas viam-me sob uma luz diferente. Mostrou às pessoas que eu podia sair e ser divertido. Fez muito pela minha confiança," afirmou ele. O ator Ken Howard fez uma participação como Hank Hooper pela terceira vez. No episódio, Hank menciona ter tido de lidar com "os malucos" da Associação de Atores de Ecrã dos Estados Unidos (SAG). Na altura, Howard, era o presidente do SAG.
A fuga de gás também levou Jack a interagir com três versões de si próprio. Baldwin teve de representar cenas inteiras contra si próprio. Substitutos semelhantes à traseira do ator foram usados como stand-ins, mas Baldwin não queria que eles falassem e influenciassem as suas reações, pedindo ao supervisor do guião para ler as falas ao invés deles. Por vezes, ele próprio as lia enquanto também desempenhava o papel que estavam a gravar. As outras versões incluem uma versão menos calorosa e ainda mais focada nos negócios, mais parecida com a forma como Jack foi retratado nos primeiros episódios da série. Baldwin não quiz trocar de roupa mais do que uma vez para as personagens diferentes, por isso, Scardino teve de descobrir como filmar a cena com esta limitação, bem como sob a pressão do tempo de ecrã na televisão. O clímax do episódio mostra Tracy no telhado com uma arma de adereço, na esperança de destruir a sua imagem de ator premiado e regressar à sua personalidade despreocupada do TGS. Embora o edifício verdadeiro dos Estúdios da NBC não permitisse filmar com uma arma real, as filmagens foram feitas num terraço, criando uma cena de perseguição com participações especiais de personagens regulares, incluindo o apresentador de televisão Brian Williams, diversos argumentistas de 30 Rock, o comediante Hannibal Buress, bem como a verdadeira personalidade sem-abrigo de Nova Iorque, Radioman, também conhecido por Moonvest em 30 Rock, e Eric Dysart como Alan Garkel, o advogado da GE na sua cadeira de rodas.
O episódio termina com uma participação especial de Tom Hanks. A sua participação foi garantida de uma forma pouco convencional; 30 Rock e Extremely Loud and Incredibly Close (2011), filme estrelado pelo ator, estavam a ser filmados no Parque Central de Nova Iorque. O assistente de Fey pediu a Radioman, uma celebridade local da cidade conhecida pelas suas conexões com equipas de filmagens, para abordar Hanks no estúdio e convidá-lo a participar do seriado. Hanks concordou e, na sua participação, cantou "My Life" (1978), canção de Billy Joel que foi o tema de abertura da sitcom Bosom Buddies, estrelada por Hanks nos anos 80 e que deu o pontapé de saída na sua carreira, provando que a televisão pode levar a coisas muito maiores e não significa o fim da carreira como 30 Rock postulou. Embora 30 Rock tenha pago uma taxa de licenciamento para utilizar a música, a equipa sentiu que a piada nostálgica valeu a pena. Outras participações especiais em "100" incluem Amelia Lester, editora-chefe da revista The New Yorker presente na audiência do TGS, um homem que impersonou Bono, e ainda Rachael Ray, Regis Philbin, Kelly Ripa e Matt Lauer, que todos desempenharam versões fictícias de si mesmos. Em "100", para danificar a sua imagem pública, Tracy fez aparições nos programas de televisão respetivamente apresentados por eles: Rachael Ray, Live with Regis & Kelly, e Today. Bill Clinton também foi abordado para uma participação no episódio, porém, os seus assessores recusaram o pedido.

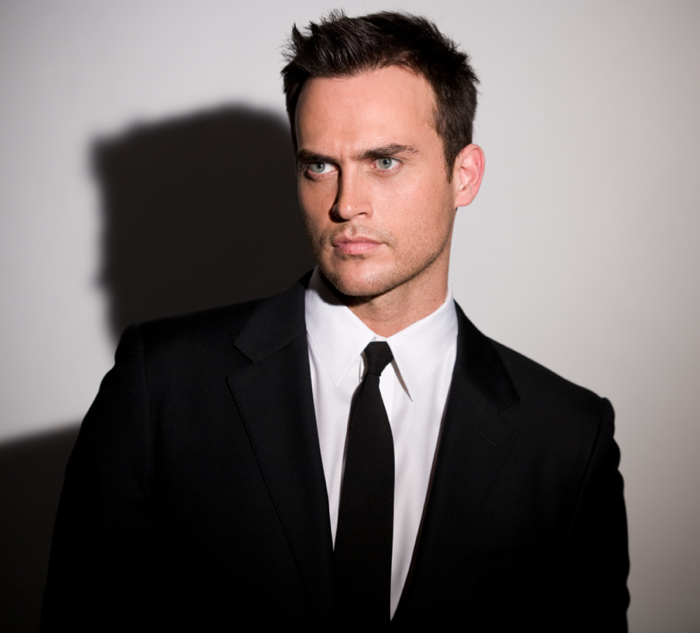
Este episódio marcou a décima participação de Cheyenne Jackson em 30 Rock.

À medida que foi progredindo com a suas temporadas, 30 Rock inclinou-se cada vez mais para o humor surreal, particularmente com a personagem Kenneth Parcell, que se tornou a mais estranha. Enquanto outras personagens experimentavam desenvolvimentos loucos, como Jack a trabalhar para a administração Bush ou Tracy a vencer um prémio Óscar, o arco de Kenneth tornou-se mais bizarro, com indícios de que poderia ser imortal. Este arco iniciou subtilmente na primeira temporada com o episódio "The Baby Show", no qual há um panfleto na secretária do Dr. Leo Spaceman que lê "Nunca Morre" com uma foto do estagiário no pano de fundo. A partir da terceira temporada, a série foi deixando cair inúmeras pistas sobre a natureza eterna de Kenneth, desde referências vagas à sua idade até momentos mais evidentes em temporadas posteriores. Ele lembra-se de ter tido um papagaio por 60 anos, reage fortemente a sons agudos que só os maiores de 40 anos conseguem ouvir, e possui conhecimento enciclopédico sobre a história da televisão norte-americana. O auge desta estranha história acontece quando a mãe de Kenneth revela que, à nascença, Kenneth lhe disse que não era humano, mas sim um ser imortal. Em "100", Jenna, Tracy e Kenneth conversam sobre onde estavam há cinco anos e onde pensam estar daqui a cinco anos, o que leva a um avanço para o futuro com uma cena num cemitério, revelando que as personagens estarão todas mortas dentro de cinco anos, à exceção de Kenneth, cujo braço sai de debaixo da terra, alegando mais uma vez a sua imortalidade. As datas de nascimento e morte de cada personagem são visíveis nas suas respectivas lápides. Embora esteja obscurecida por um arbusto, a lápide indica a data de nascimento de Kenneth como sendo 27 de Maio de 1781. Esta piada culmina no episódio final da série, no qual Kenneth, agora presidente da NBC, permanece inalterado pelo tempo, continuando a desempenhar bem o seu papel enquanto ouve um discurso da bisneta de Liz Lemon, décadas no futuro. A série deixou a imortalidade de Kenneth como um mistério aberto.
Judah Friedlander, intérprete do argumentista Frank Rossitano em 30 Rock, é conhecido pela sua coleção de chapéus de camionista adornados com vários slogans, frases e palavras. Esta caraterística não é apenas um adereço aleatório, mas sim uma parte integrante da personalidade de Frank e do humor da série. Segundo Friedlander, ele desenha e cria estes chapéus pessoalmente, tendo originado chapéus suficientes para usar um diferente em cada cena de 30 Rock, o que se traduz em cerca de três chapéus por episódio. O conteúdo dos chapéus de Frank reflete frequentemente a sua personalidade sarcástica, interesses peculiares ou referências à cultura popular. Alguns exemplos notáveis incluem erros ortográficos, frases nostálgicas e afirmações bizarras que dão uma ideia do carácter de Frank antes mesmo de ele falar. Ocasionalmente, os chapéus são incorporados no enredo, acrescentando uma camada extra de comédia. A personalidade de Friedlander na vida real também envolve o uso de chapéus semelhantes durante as suas atuações de comédia stand-up. Muitas vezes, ostenta nesses chapéus títulos ou capacidades ultrajantes, como "Campeão do Mundo" em diversas línguas, o que contrasta humoristicamente com o seu comportamento descontraído. Em "100", Frank usa um boné que lê "Sitting Ovation" e, num chapéu pequeno usado por baixo do normal, "I Give Up."

## Enredo
Hank Hooper (Ken Howard), diretor executivo da Kabletown, a empresa-mãe fictícia da NBC, informa Liz Lemon (Tina Fey) e Jack Donaghy (Alec Baldwin) sobre a sua decisão de cancelar o TGS with Tracy Jordan devido às dificuldades pelas quais o programa passou durante a ausência do seu astro Tracy Jordan (Tracy Morgan). Jack apoia Liz, informando a Hank que Tracy está a regressar e convence-o a reconsiderar o cancelamento até depois do centésimo episódio. Liz prepara-se ansiosamente para este marco histórico do seu programa de televisão, mas a sua excitação rapidamente se transforma em pavor existencial, sentindo-se sobrecarregada ao refletir sobre o seu percurso desde o início do TGS. Ela contempla o quanto a sua vida se transformou ao longo dos anos, sentindo o peso dos sacrifícios que fez pela sua carreira.
Ao mesmo tempo, o zelador Tom (Michael Keaton) descobre uma fuga de gás que está a verter no sistema de ventilação do TGS, necessitando da evacuação de todo o pessoal e atrasando a produção do centésimo episódio. Ao reparar a fuga de gás, Tom quebra inadvertidamente o sistema de ventilação do 52.º andar, onde Jack trabalha. Esta ação desencadea alucinações nele, que recebe a visita de uma versão de realidade alternativa de si mesmo. O Jack alternativo declara que despediu Liz porque ela o estava a atrasar e que, sem ela, tinha chegado ao topo da General Electric (GE). Como consequência, Jack encontra-se com Liz e rompe a relação deles. Por sua vez, Liz é abordada pelo seu ex-namorado Dennis Duffy (Dean Winters), a quem aparentemente ligou enquanto estava sob o efeito do gás, na esperança de reacender a relação entre ambos. Liz rejeita Dennis, que mais tarde percebe que tem de sabotar o sistema de ventilação para a recuperar. Porém, à medida que o gás se espalha, Jack é visitado por mais duas versões de si mesmo. Uma é uma versão anterior que concorda com a sua versão alternativa original. A outra é uma versão futura que afirma que precisa de Liz para o distrair da sua ambição cega e que ficará muito mais feliz se não a despedir. À medida que se envolve com estas visões, ele reflete sobre a sua complexa relação com Liz, apercebendo-se de que ela tem sido uma aliada inabalável na sua carreira tumultuosa. Esta última versão avisa Jack que Liz está prestes a assinar um contrato de arrendamento com Dennis, o que os levará a casar e a viver em Jacksonville, Flórida.
Entretanto, o estagiário Kenneth Parcell (Jack McBrayer) sugere a Jenna Maroney (Jane Krakowski) que ela seria uma ótima mãe, o que a faz ter uma gravidez histérica, que ela usa como forma de chamar a atenção e obter validação. No seu estilo exagerado típico, Jenna faz tudo o que pode, até mesmo embalando a sua barriga imaginária e fazendo com que todos a idolatrem, levando a uma série de momentos estranhos que realçam a sua necessidade de aprovação. No entanto, as suas tentativas desesperadas de provar que é uma figura carinhosa são recebidas com ceticismo por Liz que se esforça por equilibrar o apoio a Jenna e manter a sua sanidade mental no meio do caos.
Paralelamente, Tracy Jordan (Tracy Morgan) procura a respeitabilidade na sua carreira de ator. Enquanto se debate com a sua nova imagem pública de um ator respeitado, após vencer um EGOT pelo seu filme Hard to Watch, Tracy decide provar que pode ser levado a sério para além da sua personalidade cómica. Então, participa em vários programas televisivos matinais na tentativa de sabotar o respeito que conquistou após vencer um Prémio Globo de Ouro. Infelizmente, as suas tentativas falham, pois não só os apresentadores interpretam o seu comportamento rude como uma expressão artística, como também consegue salvar um homem do afogamento. Tracy discute o problema com Jenna e os dois percebem que a única forma de arruinar a sua imagem pública é disparar uma bala a alguém. Tracy convence Kenneth a voluntariar-se como vítima do tiro no telhado do edifício da NBC.
Mais tarde, Jack encontra Liz e impede-a de assinar o contrato. Tom finalmente repara o gasoduto sabotado e Dennis é escoltado para fora do edifício. Agora sóbria, Liz conta a Jack que viu Kenneth e Tracy a irem para o telhado com uma arma. Jenna junta-se a eles e o grupo encontra Hank pelo caminho, que apresenta a Jenna um talk show diurno, o que faz com que a sua gravidez histérica desapareça subitamente à luz desta nova oportunidade. Todos chegam ao telhado mesmo a tempo de evitar que Tracy baleie Kenneth. Jack avisa Tracy que a melhor forma de perder o respeito como ator é voltar à televisão. Jack, Liz, Tracy, Jenna e Kenneth regressam ao estúdio do TGS, onde Liz descobre que todo o programa foi escrito sob a influência do gás e é essencialmente inútil. Ela quebra o gasoduto mais uma vez, e com Hooper e todo o público do estúdio afetado pelo gás, a transmissão ao vivo é um sucesso. Como resultado, um Hank alucinante renova o TGS por "mais mil milhões de episódios." No final, Liz e Jack chegam ao entendimento subtil de que Liz, apesar das suas neuroses e peculiaridades, tem sido na verdade a única constante real na vida de Jack, equilibrando a sua ambição com a sua perspetiva estranha, mas fundamentada. Entretanto, Liz percebe que Jack, com todas as suas tolices e esquemas corporativos, tem sido na verdade o seu maior apoiante. Eles pedem desculpa um ao outro e brindam à amizade com champanhe imaginário. Tom Hanks, ao ver Tracy de volta à TV enquanto assistia ao episódio em casa, liga a George Clooney para ordenar a remoção de Tracy da lista A oficial de celebridades.

## Referências culturais

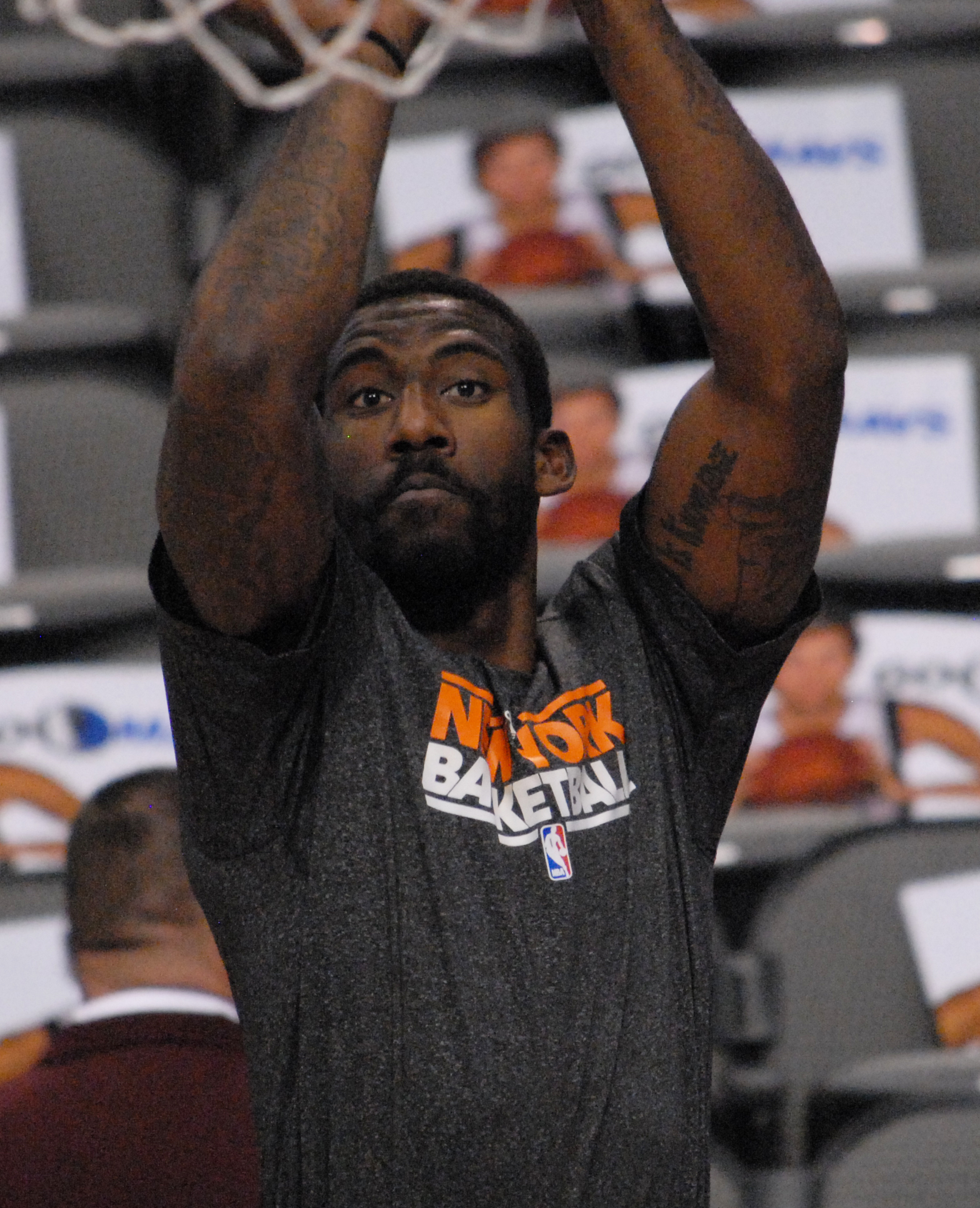
O basquetebolista Amar'e Stoudemire foi mencionado no episódio.

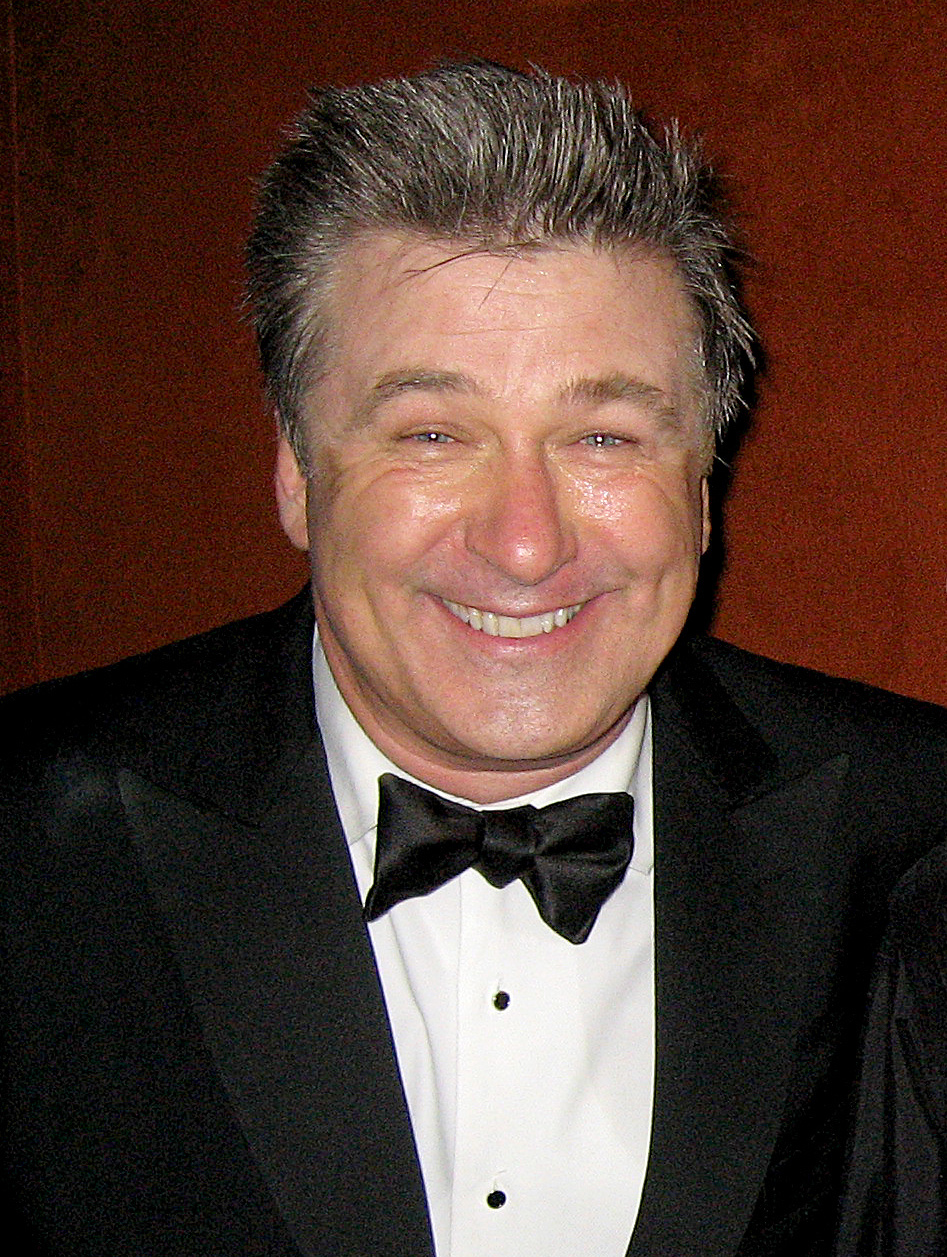
Uma cena de "100" foi baseada na carreira cinematográfica real de Alec Baldwin, ator principal e produtor de 30 Rock.

## Transmissão e repercussão

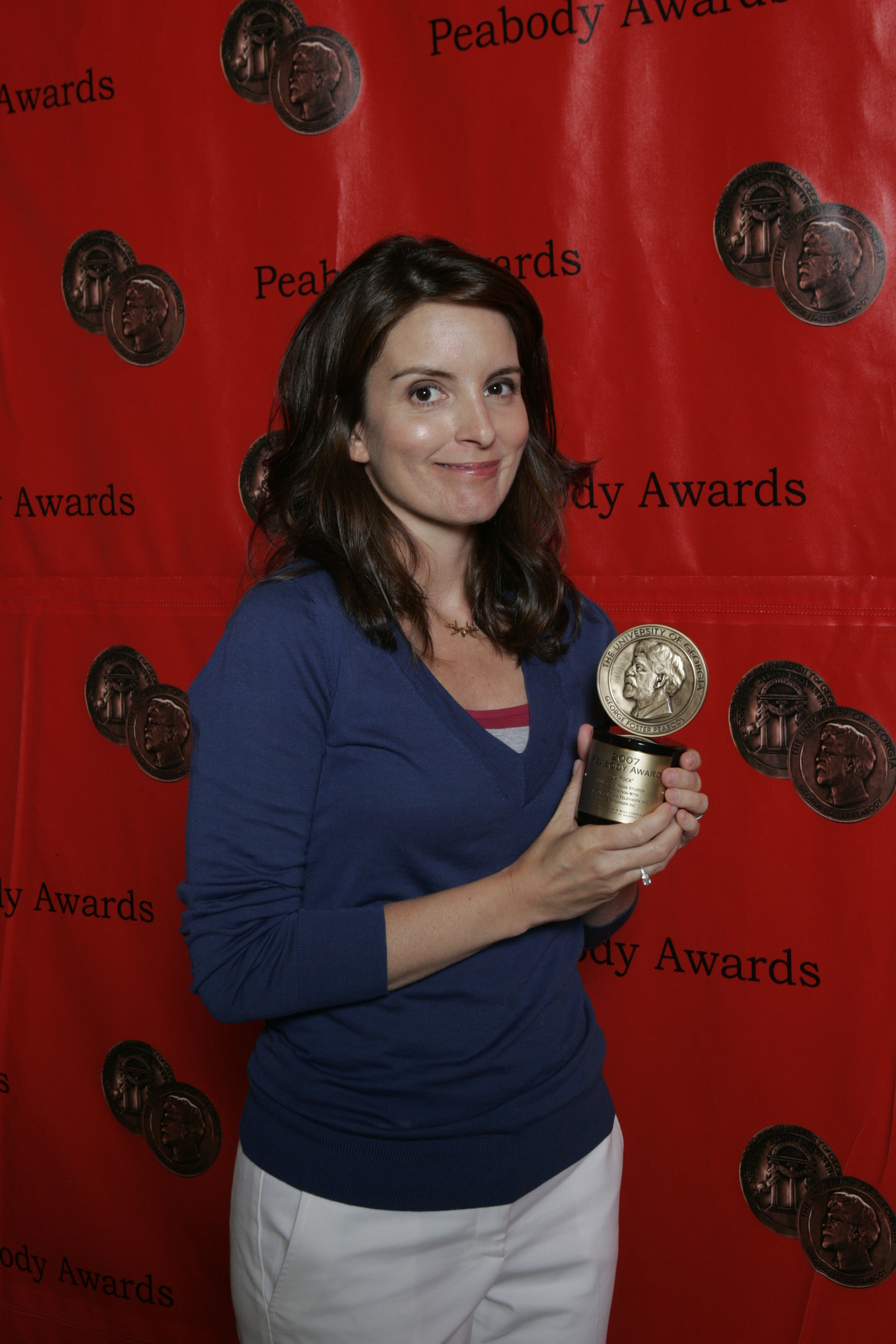
Tina Fey — criadora, produtora executiva, argumentista-chefe e atriz principal de 30 Rock — co-escreveu o guião de "100" e fez esforços para promover a sua transmissão.

### Reconhecimento

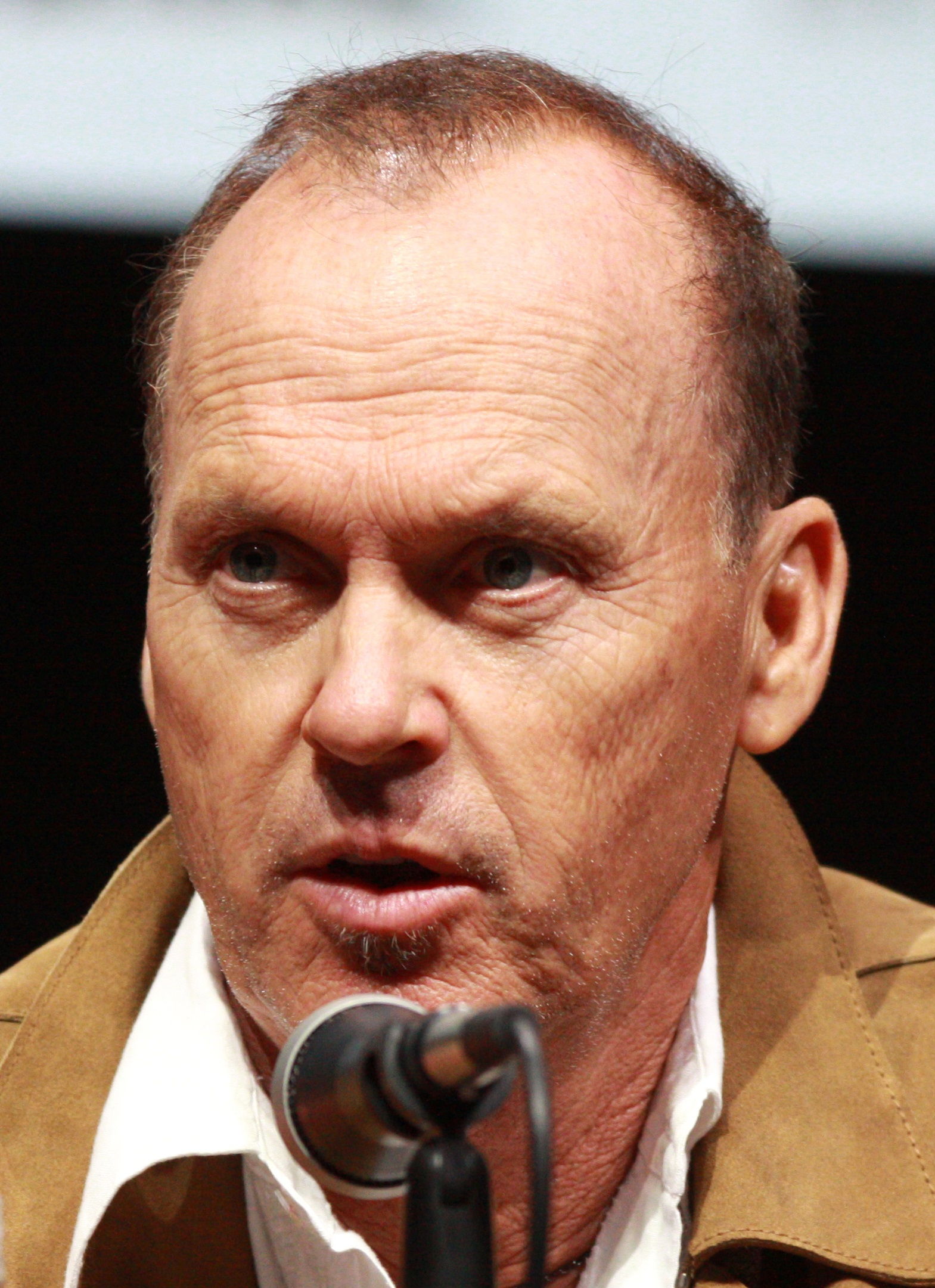
Michael Keaton foi amplamente aclamado pela sua participação e considerado uma das melhores de sempre em 30 Rock.